# Oslos ansøgning om vinter-OL 2022
Oslo 2022 er en ansøgning fra Oslo og Norges Idrætsforbund og olympiske og paralympiske komité som værtsby for vinter-OL 2022. Den internationale olympiske komité (IOC) vil stemme mellem ansøgningerne til vinter-OL 2022 ved den 127. IOC Session, der vil foregå i Kuala Lumpur, Malaysia den 31. juli 2015.

## Tidligere ansøgninger
Oslo har tidligere ansøgt om værtskabet for vinter-OL i 1932 og 1944, der dog gik til Lake Placid og Cortina d'Ampezzo henholdsvis. Vinterlegene i 1944 blev aflyst grundet 2. verdenskrig. Oslo søgte ligeledes om værtskabet ved vinter-OL 1952, der denne gang lykkedes. Oslo ansøgte senere om værtskabet i 1968, men tabte til Grenoble.

### Tidligere ansøgninger fra andre norske byer
Lillehammer søgte om værtskabet ved vinter-OL 1992, men tabte til Albertville. Lillehammer søgte igen for vinter-OL 1994, hvilket denne gang lykkedes.

## Budget
Oslo 2022 er budgetteret til mellem kr. 12,9 og 15,2 milliarder på at afvikle legene.